# Sverker Sjöström
Sverker Sjöström, född 1920 i Robertsfors, död 2005, var en svensk ingenjör och teknisk chef vid Scania.
Sverker Sjöström började efter tjänster på Flygtekniska försöksanstalten, KTH:s institution för hållfasthetslära och Bofors arbeta på Scania 1947. Han blev teknisk direktör på Scania 1961. Han ledde utvecklandet av företagets utprovningsverksamhet och kom som teknisk direktör att vidareutveckla Scanias modulsystem. Han var bland annat chef för Scanias utveckling av dieselmotorer och Saabs första egna bensinmotor och turbomotor.
Han doktorerade med avhandlingen "On Random Load Analysis" på KTH 1961. Sjöström utsågs till hedersdoktor vid Luleå tekniska högskola 1986. Han tilldelades KTH:s stora pris 1987 och Saab-Scaniapriset 1991. Han mottog Kungliga Vetenskapsakademiens Stora guldmedalj 2003.